# Didelphis marsupialis

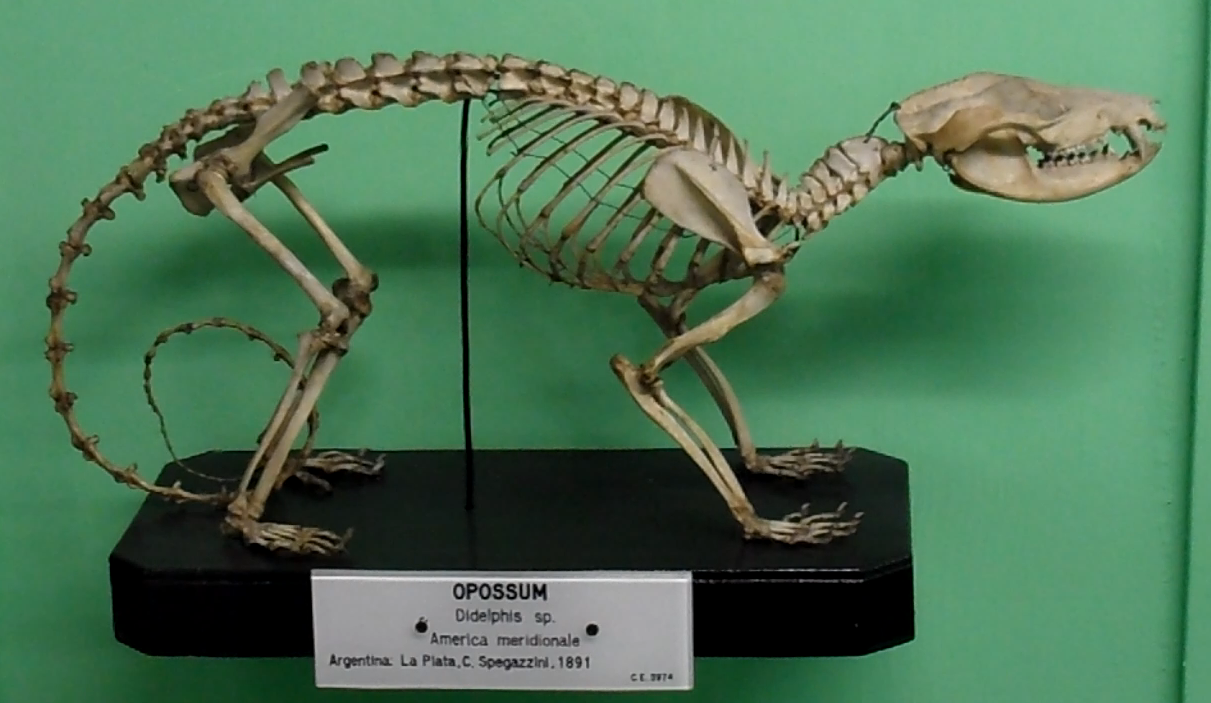
Esqueleto

La zarigüeya común, a veces llamado tlacuache común, rabipelado, fara, tacuazín, chucha orejinegra, guanchaca o guazalo (Didelphis marsupialis) es una especie de marsupial didelfimorfo de la familia Didelphidae que se distribuye desde el este de México, en Norteamérica, hasta el norte de Brasil, Bolivia y Perú en Sudamérica.
En México se le ha observado en 26 de los 32 estados del país (las excepciones son Baja California, Baja California Sur, Durango, Zacatecas, Colima, y Tlaxcala). En dicho país, la NOM-059-SEMARNAT-2010 no considera a este mamífero terrestre en sus listas de especies en riesgo. La UICN 2019-1 considera su estado de conservación como de Preocupación menor.

## Nombres comunes
Recibe los nombres vulgares de zarigüeya común americana, zarigüeya cangrejera, tacuacín (o tacuazín), tlacuache común (nahuatlismos de tacuatzin), guazalo, mbicuré cangrejero, chucha, runcho, zorra chucha, yaguar, rabipelado (en Venezuela), fara, runcho, faro, chucha (en Colombia), Chucha, zarigüeya, zorro fara, zorro marsupial pelón, zorro cola pelada (en Nicaragua), muca o canchul (en Perú), zorro pelón (en Costa Rica), zorra o zarigüeya (en Panamá), Raposa (en Ecuador), Comadreja (en Uruguay) y Carachupa (en el oriente de Bolivia).

## Hábitat
Se encuentran en bosques tropicales y subtropicales, tanto primarios como secundarios, a altitudes de hasta 2200 m s. n. m. Utilizan una gran variedad de nidos; lo más habitual es que los hagan en el hueco de un árbol, aunque también excavan una madriguera o anidan en cualquier lugar oscuro si no hay otro sitio adecuado (lo que a menudo les causa problemas con los humanos). Les gusta hacer madrigueras subterráneas, pero no pasan tanto tiempo bajo tierra en la estación seca. Sus depredadores habituales son los humanos, los animales domésticos (perros y gatos) y los pájaros. Cuando están en peligro, se hacen las muertas.

## Descripción
Esta especie puede llegar a medir entre 45 y 60 cm de largo, y puede llegar a pesar de 1000 a 1700 gr., con dimensiones similares a las de un gato doméstico, lo que convierte a la zarigüeya común en uno de los miembros más grandes de su familia. Su pelaje es en realidad amarillo, pero queda oculto por los pelos negros más largos que lo cubren, mientras que la cola, los dedos y la cara son más claros. La cola carece de pelaje, lo que le da la apariencia de ser la cola de una rata gigante. Tiene grandes orejas que suelen ser negras, y su cara suele ser de color durazno pálido, con bigotes negros y ojos que reflejan un tono rojizo a la luz.

## Comportamiento
Su actividad es principalmente 
nocturna y terrestre con exploración arbórea y nidificación. Fuera del apareamiento, suelen ser solitarios. El área de acción de los machos (la distancia que recorren de noche) puede variar en tamaño de una estación húmeda a otra seca, mientras que las hembras tienen un área de acción más estacionaria cuando están criando. Se les considera una plaga por su comportamiento similar al de los mapaches. Asaltan cubos de basura, anidan en lugares inadecuados y provocan el caos si se encuentran en un espacio habitado por humanos, por lo que a menudo se les atrapa y mata. No se ha observado que las zarigüeyas sean territoriales. La zarigüeya común es huésped del parásito intestinal acantocéfalo Gigantorhynchus (Gigantorhynchus lutzi).

## Reproducción
La hembra tiene de 5 a 9 crías entre una y tres veces al año tras la madurez sexual. La madre cuida y alimenta sola a sus crías. La zarigüeya común puede aparearse durante la mayor parte del año natural, mas no se aparean de por vida. Las zarigüeyas hembras pueden parir un máximo de 24 crías, pero solo suele sobrevivir un tercio de ellas. Las zarigüeyas jóvenes permanecen con la madre durante los primeros meses de su vida y alcanzan la madurez antes de cumplir un año.

## Distribución

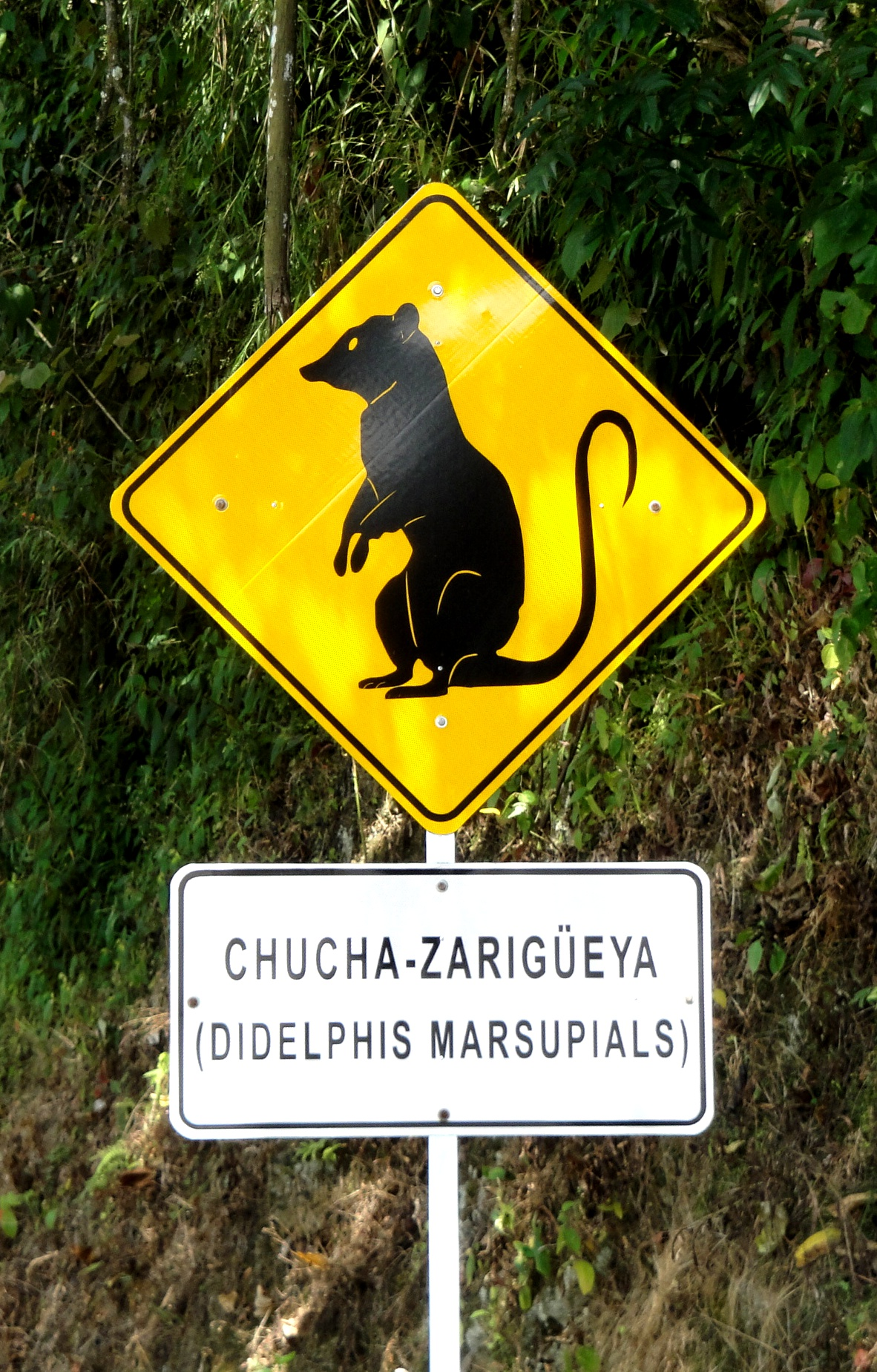
Muchas zarigüeyas mueren arrolladas en las carreteras

Se distribuyen desde el norte de Sudamérica en Perú y Bolivia, hasta el centro, este y sureste de México, pasando por toda América Central, los países andinos, Colombia, Ecuador, Venezuela, la región de la Guayana y el noroeste de Brasil.

## Alimentación
Es un animal polifacético con una dieta omnívora. Su dieta debe ser rica en calcio, ya que si no consume lo necesario puede desarrollar enfermedad metabólica ósea —EMO–, por lo que se les deforman los huesos, reduciendo su calidad de vida. La EMO puede llegar a ser reversible. Y, contrario a lo que se cree, no deben consumir comida alta en azúcares como las frutas; la papaya es tóxica para ellos. Tiene un alto valor ecológico debido a su papel en la dispersión de semillas. Su dieta también incluye individuos como: escorpiones, arañas, cucarachas, serpientes, ratones, crustáceos, conejos, gallinas, etc.